# Jeroen Dubbeldam
Jeroen Dubbeldam (15 aprile 1973) è un cavaliere olandese.

## Palmarès
Olimpiadi
- 1 medaglia:
  - 1 oro (salto ostacoli individuale a Sydney 2000)

Mondiali
- 3 medaglie:
  - 3 ori (salto ostacoli a squadre a Aquisgrana 2006, salto ostacoli individuale a Normandia 2014, salto ostacoli a squadre a Normandia 2014)